# 一進會
一進會（：／）為大韩帝国时期的社会團體，活躍於1904年到1910年，是當時最大的政治團體，亦是亲日组织。一进会聚集了很多对韩国政治不满，其中大部分人認同、親近甚至接受日本政府與日本軍的庇護，与日本黑龙会等右翼组织有密切联系。朝鮮民主主義人民共和國和大韓民國普遍視之為頭號賣國組織。
韓國統監府为实行“武断统治”，剥夺朝鲜民众集会自由，遂支付十五萬圓給一進會，跟同期其他社会團體一齊解散，但領導一進會的宋秉畯等人後來擔任朝鮮總督府中樞院顧問，繼續影響朝鮮政治。

## 背景
19世纪末20世纪初，統治朝鮮半島的大韓帝國处于社会转型阶段，外部日本和俄国势力入侵，加剧了社会的动荡。以高宗皇帝为首的在朝势力对内实行“光武改革”，在强化君主专制的前提下进行经济和军事的近代化，走“旧本新参”的路线，对外则更亲近俄国和欧美，推行以中立化为目标的外交政策。在野的改革势力则是源自开化党，他们要求对政治、经济、文化诸多方面实行全方位的近代化改革，并普遍以日本为榜样，因此在对外方面更显得亲日。1896年俄馆播迁以后开化派丧失政权，大批开化派亡命日本（一进会发起者宋秉畯就是亡命者之一），留在国内的开化势力则与新兴知识分子阶层相结合，在1896年到1898年掀起独立协会运动，并举行万民共同会这样的大规模群众集会，对内要求内政改革，对外反对俄国干涉。独立协会运动最后被高宗动员军队镇压下去，而在朝和在野的两种改革势力的对立则是后来“一进会”成立的内部原因。
日本在朝鮮的勢力趁機透過經濟侵略不斷增強，俄国與日本在朝鮮半岛和中国东北的利益衝突亦日漸加深，终于在1904年爆发了日俄戰爭。日俄战争期间，日本控制了大韩帝国政府，并通过《日韩议定书》将「大韓帝國」政權拉入日本阵营。日本在朝鮮宣传“为抵御白种人俄国、东洋三国应建立共同防卫体系”，使不少朝鮮人（尤其是开化派）相信日本，产生与日本合作的念头，并希望借助日本力量改良朝鮮政治。在以上内外因素的共同作用下，一个由亲日的政治改良团体应运而生了。

## 建立经过
一进会的主导者是宋秉畯和李容九。宋秉畯在1896年俄馆播迁后出走日本，1904年日俄战争期间以日军翻译的身份回到韩国。他在日本期间，与原独立协会会员尹始炳、俞鹤柱、廉仲模、尹定植等接触，打算组织一个社会团体。1904年8月18日在汉城成立了“维新会”，8月20日在日本宪兵的保护下召开特别大会，以“一心进步”为宗旨，故改名为“一进会”，推戴尹始炳为临时会长，俞鹤柱为副会长，并颁布了“趣旨书”，其纲领是“一、帝室安寧之鞏固事；二、政府改善政治之實事；三、保護人民生命財產事；四、軍政、財政釐整事”。同年9月22日，一进会会长以下二十余名会员断发。
另一方面，以“斥倭斥洋”为宗旨的东学分化为孙秉熙和李容九两派，日俄战争期间，孙秉熙率领东学教徒反抗日本军，致函李容九，谋将日俄两军逐出韩国。李容九不能决，谋诸宋秉畯，宋秉畯以为不可。但宋秉畯又对东学党起义期间的“斥倭”主张感到疑惧，李容九解释说：“我教之目的，奚尝有排日之理哉？……甲午之事，非東學之排日，實是日兵之排東學；又非日兵之排東學，即朝廷之欲滅東學者也。”于是李容九按照宋秉畯的意思，通告十三道教民组织“进步会”，决定四大纲领：援助日本军队；实行攻守同盟；会员一齐断发；命令十三道齐开演说会。于是在汉城的一进会和在地方的进步会相互呼应，以断发为外形标志，“或迫脅政府以改革政治, 或演說於會中以國事危急”，逐渐发展壮大。1904年12月2日，一进会和进步会正式合并，统称“一进会”，12月22日一进会选出李容九为会长，尹始炳为副会长，宋秉畯为地方总会长，洪肯燮为评议员长，活跃于大韩帝国末期政治舞台的一进会至此宣告形成。

## 会员与主张
关于一进会的会员构成，日本方面的报告指出：“一进会成员中约六分之一为历来居住在京城者，而其余为来自各地的客居京城者。会员中一向居住京城者主要由旧独立协会成员以及士人、乡班、耶稣教徒所组成。来自地方的上京者，其分类大概有乡班、士人和农夫，而以农夫最多，以上各类别中皆含有旧东学党人，其来自地方者多为平时不堪忍受观察使、郡守之横征暴敛而率先入会之人，其中颇多携带财产来京经营實業者。”由此可见，一进会的会员构成主要是以资产阶级和农民阶级这两个在当时韩国社会地位较低的阶级构成。一进会號稱會員達八十萬到一百萬名。但亦有論述認為會員不超過四千人。事实上，据1910年8月25日日本官方调查资料，一进会会员为140715名，而同期其他两个影响力很大的韩国社会团体“大韩协会”和“西北学会”的会员数分别为7379人和2324人，远逊于一进会。总之，一进会為當時韩国勢力最大、延续时间最久的政治結社和社会团体。
从一进会建会时颁布的“趣旨书”开看，其目的主要是政治改革和施政改善，其追求也是近代的文明至上主义，并未提及“亲日”的主张。但在日俄战争这一特殊背景下，加上其作为开化势力的亲日“传统”，一进会的亲日性质也就逐渐表现出来。1904年10月22日，在一进会致驻韩日军司令官长谷川好道、宪兵队长高山逸明和驻韩日本公使林权助的公函里，标榜一进会的秕政改革、斷髪易服、援日抗俄，公然表现出“亲日色彩”。此后一进会与日本通力合作，为日本吞并韩国铺平道路。尽管一进会一直被认为是日韩并合的罪魁之一，而且其也提出“政合邦”的要求，但据研究一进会所要求的“政合邦”并非是使韩国沦为日本的殖民地，而是建立以韩国将来的独立、开化为前提的更接近于独立形式的政治上的“日韩联邦”，即大韓帝國與日本帝国的「平等合併」，並且借用日本的資本主義發展方式扶植韓國的本地資本。一进会领导人宋秉畯、李容九正视日韩之间现实的国力差异所形成的双边关系，承认日本天皇居于优位、而韩国皇帝地位稍低，以求维持韩国皇室形式上的存在，同时使韩国政府延续下去，军事外交由日本人担任，而内政则由韩国人掌握，实质上是要求日韩国民之对等待遇。就是说，存续王室、确保与日本国民的对等权利、维持大韩帝国政府是一进会当初“政合邦”的主要内容。

## 主要活动

### 创会初期
大韩帝国政府自独立协会运动以后，一直视民间团体如洪水猛兽，因此一进会成立后，就遭到大韩帝国从中央到地方政府的镇压。一进会虽有日本背景，但当时的日本正忙于日俄战争，因此一进会在当局的镇压政策下损失惨重。一进会也时常在汉城鐘路发起集会和演说会，抗议当局的镇压，要求改革政治。但是一进会平时也仗着日本横行霸道，引起普通百姓的愤慨，1905年3月在全州发生一进会与民众冲突的事件，紧随其后在平安南道德川、孟山两郡又发生平民袭击一进会员的事件。元老大臣赵秉世指出：“今所謂一進會者，凌踏鄉閭，酷燄必至於燎原。守土之官莫敢禁戢，號令不行於戶庭。”可见成立之初的一进会在韩国利用日本背景作威作福，但也不容于大部分官民，甚至政府的镇压，由于日本无暇顾及，因此其境况并不好。一进会也进行了一些启蒙活动，截止到1905年10月5日，一进会在韩国创办新式学校34所，在校学生2255名。
另一方面，一进会积极协助日本对俄国作战，“輸誠日本軍前進的向導與偵探及運輸人員、鐵工、役夫等諸般事，爲殫誠竭力，靡不用極”，他们征募韩人运输队为日军搬运军需物品，对俄军进行间谍活动，铺设对日本具有很高战略意义的京义线铁路。在1904年10月和11月两个月间，一进会和日军仅在平安南道安州便强制征募了26697人为日本服务，而在1904年10月到1905年9月这段期间，一进会在平安北道征募了72900人，平安南道64700人，黄海道11514人，从1905年6月10日到10月20日被一进会动员的朝鲜人便有114500人。在日俄战争期间，“一進會助戰往死者數千計”。由于一进会为日本的胜利立下汗马功劳，因此它更加得到日本人的赏识和保护。一进会运营的相关财政，表面上是来自向会员征收的会费，实际上正规的会费征收是远远不够的，大部分资金都是由驻韩日军的特务机关和后来的韩国统监府提供的。而一进会也得到以内田良平为首的日本右翼组织黑龙会的大力支援，内田良平甚至还出任一进会的顾问。所以“一进会之一切活动，皆承其（黑龙会）之指使”，这种说法是恰当的。

### 呼吁保护
在日俄战争结束后，一进会的待遇才有所好转，并开始从事进一步的亲日政治活动。特别是1905年11月《第二次日韩协约》缔结前夕，一进会更是大力奔走活动，积极推动大韩帝国成为日本保护国。1905年11月5日，李容九、宋秉畯等以一进会百万会员的名义向全国国民发表宣言书，呼吁韩国民众接受日本帝国保护，宣称“……况如派外公使，其名位虚饰，宁委任于友邦政府，依其力而保维国权……我一心同气，以信义交友邦，以诚意对同盟，依其指导保护，以维持国家之独立安宁幸福于永远无穷”。根据韩国学者赵恒来研究，这份所谓“宣言书”其实是由一进会的日本顾问佐濑熊铁起草的。
這份“宣言書”出爐后，韓國輿論譁然，皇城基督教青年會、國民教育會、大韓俱樂部、憲政研究會等團體紛紛發文駁斥，韩国政府也不得不贴出告示，称“近日一进会所谓宣言书者，措词横竖，立论狂悖，有非人民所敢言者矣，由是而舆论骇膛，浮讹胥动，兴言及此，深庸痛忱，固当彻底查究。第念会民素性忠爱，斯岂本心，必由于执迷误解，致有此举。兹庸告示，大小人民咸须知悉，破除疑团。”试图以此抵消一进会宣言书的恶劣影响，然而不僅日本警務顧問丸山重俊反對這份告示，宋秉畯等人更是直接到參政大臣韓圭卨家中質問告示之事，“惡言威壓，無所不至”。一進會的“宣言書”被日本作為韓國人自願要求保護而大加宣傳和利用，為其侵韓的“合法性”貼金。隨後在1905年11月17日，《乙巳條約》終於締結，日本剝奪了大韓帝國的外交權，并設置韓國統監府以控制朝鮮。至此朝鮮淪為日本保護國，然而身為朝鮮人的一進會卻“瀝酒相慶，尤陽陽焉”。在《乙巳條約》締結過程中，一進會再次為日本立下大功，正如黑龍會要人葛生能久所言：“李容九與宋秉畯內外相應，以一進會之名義堂堂發表宣言書，壓倒時論，使該協約的成立容易許多，其功勞亦不可沒也。”

### 逼退高宗
《乙巳条约》缔结后，一进会有了日本人的撑腰，其气焰一时十分嚣张，在1906年3月伊藤博文就任韩国统监时，一进会在汉城南大门搭起牌楼，大书“欢迎”二字。但一进会在朝鲜民众面前已经是过街老鼠，各地时常发生殴打一进会会员的暴力案件，不但如此，一进会本身也再度面临窘境。从1906年开始，朝鲜爱国文化启蒙运动兴起，各种爱国社会团体如雨后春笋般涌现，言论活跃，其后又发生“国债报偿运动”这样的民族主义排日运动，使主张亲日的一进会空前孤立，士气低落。一进会的重要人物宋秉畯甚至还在1906年8月因“隐匿罪犯”的名义锒铛入狱，其后又围绕宋秉畯问题，在一进会内部出现了李容九（亲宋）和尹始炳（反宋）两派的对立和分裂。1906年11月李容九设新约纪念宴，但他邀请的社会名流没有一人赴宴，所以此时的一进会一度出现“踽踽無所歸，如失群之魍魉”的萎缩状况。
为了打开局面，一进会开始大力攻击朴齐纯内阁。统监伊藤博文力劝朴齐纯与一进会提携，但朴齐纯决定辞职，一进会也透过演讲会、评议会、建议书等形式，叫嚷内阁全部辞职。于是在1907年5月朴齐纯内阁倒台，取代以建立的李完用内阁。一进会果然获得成效，出狱后的宋秉畯跻身新内阁，担任农商工部大臣的职位，而大量的一进会员也被起用为地方的郡守、观察使。真正让一进会势力全面振兴的，是不久后发生的逼迫高宗皇帝退位的事件。原来当时高宗不愿做日本的傀儡，派密使前往荷兰海牙，企图参加第二次万国和平会议，结果不但没能取得成功，反而败露给日本人。高宗早就是日本的眼中钉，伊藤博文正好借“海牙密使事件”的机会将他废掉，而被伊藤博文推向前台的，正是韩国政府及民间团体一进会。李完用与宋秉畯也是早就就表现出废帝的意思，因此这二人在这次逼宫的过程中最为卖力。一进会顾问内田良平也极力鼓动宋秉畯和李容九，于是在1907年7月6日的御前会议上，宋秉畯叫嚣：海牙密使事件，伊藤统监既已相诘责，而长谷川大将又向大汉门开炮，皆因皇上暗中排日的结果，解决之途有二，要么亲驾赴日，谢罪于日皇，且托以教育皇太子，要么皇上出大汉门，幸大观亭（驻韩日军司令部），迎长谷川大将，面缚纳降，向其谢罪，折磨高宗达两个小时之久。并在随后10多天内以日本武力为后盾反复逼宫，甚至宋秉畯还拔剑威胁。他手下一进会的喽啰们也没有休息。一进会员在宋秉畯、李容九及内田良平等人的动员下，以15人一组，连续数日在庆运宫前提着灯笼，举行敦促高宗退位的游行示威。汉城市民对一进会的卖国行径忍无可忍，终于发生流血冲突。史载：“一進會數百，自數日前持械圍宮城，與倭無別。至是都民大呼：‘一進會皆倭也！盍相誅之？’釼棒如雨，死者數十，走而折肢軆者相屬于道。”到1907年7月19日这天，高宗宣布皇太子代理政事，日本对外宣布高宗已经退位。于是在这天汉城各界又掀起了更大规模的反对示威运动。一进会再度成为被群众攻击的对象，其机关报纸《国民新报》报社遭到袭击，印刷机器被捣毁，社员被殴打。示威运动很快被驻韩日军镇压下去，高宗皇帝也在日本人及一进会等亲日势力的压力下于7月20日被迫宣布退位。其后皇太子李坧登基，是为朝鲜王朝的末代君主——纯宗。

### 镇压义兵
一进会在这次逼退高宗的过程中又为日本做出重大贡献，因此其与日本的关系也就更加密切。1907年10月，日本皇太子嘉仁访韩时，一进会在内田良平的指示下搭建奉迎牌楼、献纳土产、提灯列道欢迎等活动，为表彰一进会立下的“汗马功劳”，日本政府不仅赐给一进会26万元补助金，同时还授予会长李容九勋三等宝瑞章。1908年6月，宋秉畯升任内部大臣，成为内阁的二把手。但一进会一再做出的亲日卖国行为则愈发将自身推向韩国民众的对立面，自高宗退位以后，随着《第三次日韩协约》（丁未七条约）的缔结、大韩帝国军队的解散等一连串事件的发生，韩国国内义兵运动的洪流终于蔓延，一进会员则成为义兵重要的攻击对象。因为一进会以断髪为特征，因此很容易辨认，当时的义兵“遇一進會，輒斷頭投地，曰：‘亡國者此賊也！’”，因此义兵每到一地，一进会员和日本人一样都是其屠杀的对象，从1907年7月到1908年6月，共有926名一进会员被义兵杀死，140余名受伤，被烧360余户，财产损失达5万多元。于是一进会主动向伊藤博文和李完用请缨，要求组织“自卫团”，加入到讨伐义兵的行列中。这种“自卫团”以一进会会员、郡吏和地方“志愿者”为骨干，主要任务是调查户口、收回私藏的武器、巡逻警戒、侦察义兵情况后报告给官宪等。一进会又成为日本镇压义兵运动的帮凶。

### 染指间岛
一进会不仅是日本侵吞朝鲜的爪牙，也是日本向中国扩张的帮凶，在所谓“间岛问题”上也扮演重要角色。一进会很早就向间岛地区渗透，1905年10月，一进会就派会员李光洙“巡視”間島。此后大批一进会员移民间岛，他们在临江六道沟设立总部，并在“间岛”其他地方设立许多分支机构，进行各种侦察和破坏活动，与日本的“间岛派出所”狼狈为奸，企图攫取当地的主权。比如一进会的头目之一金禹龙就在间岛派出所任职。对此《吉林旧闻录》一书有详细记录：
韩人于延、珲、和、汪四属，举族来迁人数已逾四十万。匀计户口，韩人将过半数，期间多桀黠者，多“一进会”中人，领荒租地，诡托混冒。吾深惧“一进会”为犬，而日人嗾之；“一进会”为傀儡，而日人牵其绳索而动也；则延边即朝鲜之复辙也。履霜坚冰，亦曰殆哉！
清朝政府不欢迎一进会。吉林当局制订的《保守主权14条》中明确规定：“越垦韩民既守从中国法律，便是我国之垦民。又有入韩国一进会者颇多，似此种人，不论其是否我归化韩民，即行逮捕之，亦以民事刑法分别处治之。”此后直到1909年《图们江中韩界务条款》缔结，一进会一直是中朝边界上令清政府头疼的问题。

### 推动合邦
一进会一向主张日韩“政合邦”（与日本所要求的日韩并合不同，见前文），并要求尽快实行。而伊藤博文治韩政策则属于渐进式的，不符合一进会的要求。1907年海牙密使事件发生以后，一进会顾问内田良平向伊藤博文力陈立即合并之必要，伊藤博文以“经费不足”为由拒之。因此一进会对伊藤博文的政策一直不满。内田良平及李容九、宋秉畯等认为伊藤博文自从1908年以后，丝毫没有要推进合并的意思，从而开始积极筹划反伊藤运动。同时一进会也与内阁总理大臣李完用产生龃龉，任内部大臣的宋秉畯于1909年2月辞官前往日本，并于同年3月15日当选为一进会总裁，此后他往返于日韩间，进行反伊藤和推动合并的活动。1909年6月伊藤去职以后，一进会就开始酝酿将合邦付诸实施。然而继任的统监曾祢荒助跟伊藤一样，也是一个稳健派，因此黑龙会指使李容九等弹劾曾祢荒助。1909年10月26日，伊藤博文在中国哈尔滨被韩国爱国青年安重根刺死，日本举国哗然，要求立即合并的声音甚嚣尘上。而一进会也以此事为契机，在韩国发起了“合邦请愿运动”，掀起轩然大波。
安重根击毙伊藤博文以后，一进会就提出韩国要向日本派“谢罪团”，而其副会长洪肯燮更是亲自前往日本出席伊藤的葬仪，在日本期间，他与一进会总裁宋秉畯等就日韩合邦的问题进行磋商，回国后再与李容九密议此事，决定立即展开“合邦请愿运动”。他们让日本黑龙会的武田范之和一进会成员崔永年起草分别给韩国皇帝、内阁和统监的上疏文和请愿书，1909年12月2日，三份卖国文件终于完稿。当晚，一进会通宵召开临时总会，最终通过了“日韩合邦”的决议，主要内容有“永久保证韩国皇室安全”、“废止韩国政府，由日本政府直接行使政令”、“废止统监府”、“只保留一进会，解散一切学会团体”等。1909年12月4日，一进会代表向纯宗皇帝和总理大臣李完用提交《日韩合邦上疏》和《上总理大臣书》，一进会会长李容九则亲自向曾祢荒助统监递交《上统监书》。同日，李容九又以一进会百万会员的名义在一进会机关报《国民新报》又发表《韩日合邦声明书》，大力鼓吹日韩合邦。但是一进会掀起的“合邦请愿运动”并没有得到太多人响应，反而遭到了各方的反对。12月5日，汉城各界各团体4000余人召开国民大演说会，声讨一进会的卖国行径，反对呼声不仅扩散到全国各地，还波及海外韩人社会。同日《大韩每日申报》以《奴会宣言》为题发表社论，称一进会为“奴会”，揭露其“合邦请愿运动”的阴谋。李完用原本并不反对一进会，他甚至还令自己的儿子和门人加入一进会，以此向日本人献媚，没想到一进会却比自己更先倡导“合邦之说”，“完用愤甚，遂暗阻之”。他故意不将一进会的上疏文奏于皇帝，而将其退还，此后一进会还想上奏，李完用仍将其退还。此外李完用还分化瓦解一进会，通过塞钱和封官许愿等手段使一进会副会长洪肯燮于12月7日退会。统监曾祢荒助也认为一进会的“合邦请愿运动”引起了民心骚动，他一方面压下反对合邦的呼声，另一方面也对一进会的活动进行严格控制，并对日韩合邦的舆论持消极态度。日本政府也“合邦”此保持克制。李容九及内田良平等一进会要员在韩国已成为过街老鼠，必须有严密保护才能出门，据报道，“近日一进会本部由日本宪兵、巡查各二人进行保护，从昨日起又加派了韩国巡查六名。”就连一进会内部的很多会员都看不下去了，“凡會民等，亦憤容九所爲，痛其汚染，聲討容九，因自割籍退會者，一日至七十人，外道會民亦相續退會”。鉴于一进会的“合邦请愿运动”给韩国社会造成的恶劣影响，1909年12月20日，曾祢统监命令内田良平回日本。
一进会自然不甘心就此打住，李容九于12月10日成立了“一进会合邦声明赞成同志会”，随后又成立了“汉城普信社”、“赞成建议所”、“国民义务赞成会”、“绅士协议所”等有名无实的亲日团体，纷纷发表声明呼吁合邦。1909年12月23日，李容九又向日本首相桂太郎上《陈情书》，对李完用及曾祢荒助大加挞伐，恳请日本吞并韩国。1910年1月2日李容九又入统监府，恳乞实施日韩合邦。又多方侦探官僚大臣和社会名流的举动，暗中推进合邦事业。1910年春，反对合邦的声音逐渐平息下去，一进会总裁宋秉畯也认为“合邦事似已完成”。1910年2月2日，桂太郎特地发表一项表彰一进会有“功”的照会，4月9日一进会又为这份照会举行祝贺仪式，高呼“韩日皇帝万岁！”“一进会万岁！”。一进会如此卖力地推动日韩合邦，为不久之后《日韩合并条约》的缔结、朝鲜半岛最终沦为日本殖民地做好了重要的舆论铺垫工作。

## 解散过程
1910年8月22日，日本帝国驻韩国统监寺内正毅同大韩帝国内阁总理大臣李完用签订《日韩合并条约》，大韩帝国灭亡，朝鲜半岛沦为日本殖民地，一进会一直为之奋斗的目标终于实现了。但并没有如他们所愿“保留一进会”，而是于9月12日被统监府勒令其与其他社会团体一并解散。一进会被特别赐予解散费15万元，而其头目宋秉畯则被封为日本帝國子爵，李容九亦获得10万元恩赐金。1910年9月25日，一进会正式宣告解散。中国著名政论家王芸生对此评论道：“一进会之会员号称百万，以此计之，每人仅得一角五分钱，而贻卖国贼之万世骂名，可谓廉价矣！”

## 评价
一进会是大韩帝国后期登场的大大小小无数社会团体中延续最久的团体，也是当时人数最多、规模最大、社会影响力最大的团体。它的初衷是效仿日本的文明开化路线，呼吁改革，掌握国内政治的主导权，是失势的开化势力与一部分东学势力相结合的产物。他们主张的联邦式的“政合邦”也与日本主张的殖民地化的“日韩并合”有相当大的差别，所以一进会虽然与日本合作，但可谓是同床异梦。在实践过程中，一进会的主张完全被日本方面所利用，成为日本一步步蚕食吞并韩国的工具，招来韩国亡国之祸。因此它普遍被韩国后世评价为亲日卖国团体而遭到唾骂，而其主要人物几乎都被列入亲日反民族行为者的名单中。日本方面则认为一进会也是朝鲜爱国文化启蒙运动中的一个启蒙团体。